# 빌려온 고양이 (Do the Dance)
"빌려온 고양이 (Do the Dance)"는 대한민국의 걸 그룹 ILLIT의 세 번째 익스텐디드 플레이 "bomb"에 수록된 곡이다. 2025년 6월 16일 빌리프랩에서 EP의 리드 싱글로 발매되었다.

## 배경 및 발매
2025년 5월 19일, 빌리프랩은 ILLIT이 6월 16일에 세 번째 확장 플레이 bomb을 발매할 것이라고 발표했다. 5월 22일, 트랙리스트 공개와 함께 "Do the Dance"가 리드 싱글로 발표되었고, 같은 날 이후 곡을 미리 볼 수 있는 하이라이트 메들리 영상이 공개되었다. 5월 24일에는 곡의 스니펫 영상이 공개되었다. 6월 13일과 15일에는 곡의 뮤직비디오 티저가 공개되었다. 6월 16일 뮤직비 확장 플레이와 함께 발매되었다. 리믹스 버전은 6월 27일에 발매되었다.

## 구성
"Do the Dance"는 "히트맨" 방, 프란츠, 피그 테이프, 신쿵, 디바가 작곡 및 프로듀싱했으며, 모아 "카지 오페이아" 칼레베커 (선샤인), 엘렌 베르그 (선샤인), 아사카와 토모유키, 장정원 (잼팩토리), 미아 (153/줌바스), 베이 (153/줌바스), 김키위, 윤아, 메리제인 (라라라 스튜디오), 포 시즌스 (이앵두, 김채아, 이은화) (153/줌바스)와 허윤진이 작사에 참여했다. 유로댄스 장르로 분류되며, 일본 애니메이션 파이브 스타 스토리의 사운드트랙 [유가나루 닷소] 오류: {{nihongo}}: transliteration text not Latin script (pos 1: 유) (도움말) (優雅なる脱走)의 일부를 샘플링했다. 또한 "중독성 있는 훅과 비트"가 특징이며, ILLIT의 독특한 매력을 더하는 기발하고 주문 같은 가사가 담겨 있다.

## 프로모션
2025년 6월 16일, Bomb 발매에 앞서 ILLIT은 "Do the Dance"를 포함한 확장 플레이 및 수록곡을 소개하는 쇼케이스 이벤트를 개최했다. 이후 첫 주 활동 기간 동안 네 개의 음악 프로그램에 출연했다. 6월 19일 Mnet의 엠카운트다운, 6월 20일 KBS의 뮤직뱅크, 6월 21일 MBC의 쇼! 음악중심, 그리고 6월 22일 SBS의 SBS 인기가요였다.

## 수상 내역
| 프로그램     | 날짜            | Ref.   |
| ------------ | --------------- | ------ |
| 뮤직뱅크     | 2025년 6월 27일 | [ 14 ] |
| SBS 인기가요 | 2025년 6월 29일 | [ 15 ] |

## 트랙 리스트
- 디지털 다운로드 및 스트리밍 – 리믹스

1. "빌려온 고양이 (Do the Dance)" – 3:08
2. "빌려온 고양이 (Do the Dance)" (Snail's House 리믹스) – 3:15
3. "빌려온 고양이 (Do the Dance)" (선라이트 리믹스) – 3:15
4. "빌려온 고양이 (Do the Dance)" (피그 테이프 리믹스) – 2:35
5. "빌려온 고양이 (Do the Dance)" (브레이크봇 & 이르파네 리믹스) – 3:04
6. "빌려온 고양이 (Do the Dance)" (슬로우드 + 리버브) – 3:55
7. "빌려온 고양이 (Do the Dance)" (인스트루멘탈) – 3:08

## 크레딧 및 참여 인원
EP의 라이너 노트를 참고하여 작성된 크레딧.
스튜디오
- 하이브 스튜디오 – 녹음
- 다이버 스튜디오 – 디지털 편집
- 77F 스튜디오 – 디지털 편집
- 더 네스트 – 믹싱

참여 인원
- ILLIT – 보컬
- 경선 – 백그라운드 보컬
- 라라 안데르손 – 백그라운드 보컬
- 모아 "카지 오페이아" 칼레베커 (선샤인) – 백그라운드 보컬
- 디바 – 키보드, 신시사이저, 드럼 프로그래밍, 보컬 편곡, 디지털 편집
- 프란츠 – 키보드, 신시사이저, 베이스, 드럼 프로그래밍
- 피그 테이프 – 키보드, 신시사이저, 베이스, 드럼 프로그래밍
- 신쿵 – 키보드, 신시사이저
- 우민정 – 디지털 편집
- 이동근 – 녹음 엔지니어링
- 이성훈 – 녹음 엔지니어링
- 제프 스완 – 믹스 엔지니어링
- 맷 케이힐 – 믹스 엔지니어링 어시스턴트

## 차트
| 차트 (2025)               | 최고 순위 |
| ------------------------- | --------- |
| 글로벌 200 (빌보드)       | 144       |
| 일본 (재팬 핫 100)        | 26        |
| 일본 디지털 싱글 (오리콘) | 41        |
| 일본 스트리밍 (오리콘)    | 44        |
| 싱가포르 지역 (RIAS)      | 18        |
| 대한민국 (써클)           | 20        |
| 대만 (빌보드)             | 22        |

| 차트 (2025)     | 순위 |
| --------------- | ---- |
| 대한민국 (써클) | 86   |

## 발매 역사
| 지역      | 날짜            | 형식                   | 버전     | 레이블   |
| --------- | --------------- | ---------------------- | -------- | -------- |
| 여러 국가 | 2025년 6월 16일 | 음악 다운로드 스트리밍 | 오리지널 | 빌리프랩 |
| 여러 국가 | 2025년 6월 27일 | 음악 다운로드 스트리밍 | 리믹스   | 빌리프랩 |